# Gornji Crnobreg
Carrabreg i Epërm en albanais et Gornji Crnobreg en serbe latin (en serbe cyrillique : Горњи Црнобрег) est une localité du Kosovo située dans la commune/municipalité de Deçan/Dečani, district de Gjakovë/Đakovica (Kosovo) ou de Pejë/Peć (Serbie). Selon le recensement kosovar de 2011, elle compte 1 446 habitants, dont une majorité d'Albanais.

## Démographie

### Évolution historique de la population dans la localité
| 1948 | 1953 | 1961 | 1971  | 1981  | 1991  | 2011  |
| ---- | ---- | ---- | ----- | ----- | ----- | ----- |
| 744  | 798  | 887  | 1 010 | 1 524 | 1 901 | 1 446 |

|  |